# Waheed Khamis al-Salem
Waheed Khamis al-Salem (arabisch وحيد خميس السالم; * 1960) ist ein ehemaliger katarischer Leichtathlet.
Er war bekannt als Sprinter und nahm an den Olympischen Spielen 1984 in Los Angeles teil, bei denen er zusammen mit Faraj Saad Marzouk, Jamal al-Abdullah und Talal Mansour in der Disziplin 4-mal-100-Meter-Staffel antrat. Waheed Khamis al-Salem beendete die Strecke auf dem sechsten Platz und qualifizierte sich beim Staffellauf für die Halbfinals. Er stellte in den Halbfinals mit 40,43 Sekunden in der 4-mal-100-Meter-Staffel seine beste olympische Zeit auf und belegte den achten Platz.